# Фурукава, Макото
Макото Фурукава (яп. 古川慎 Фурукава Макото, род. 29 сентября 1989, Кумамото) — японский сэйю.

## Биография
Макото Фурукава родился 29 сентября 1989 года в префектуре Кумамото. В возрасте 5—6 лет на него произвело сильное впечатление озвучивание Хикару Мидорикавы в аниме-сериале Mobile Suit Gundam Wing, Макото и далее стал замечать, что его привлекают именно персонажи, которых озвучивал Мидорикава. После просмотра сериала s-CRY-ed Фурукава был настолько поражён его игрой, что захотел улучшить собственный голос, и, по совету друга, поступил после средней школы в училище на актёрский курс, где Мидорикава был приглашённым лектором.
Первой ролью в профессиональной карьере Фурукавы стало озвучивание персонажа Сатоси Ёсино в ONA Buso Chugakusei в 2011 году. В 2017 году Макото объявил о том, что в следующем году начнёт параллельную карьеру певца. 4 июля 2018 года состоялся релиз первого сингла Фурукавы «miserable masquerade», который сумел подняться на 9-е место в чарте Oricon. 23 декабря был выпущен дебютный альбом Фурукавы from fairytale, который сумел занять 20-е место в чарте Oricon.
7 марта 2020 года Фурукава был удостоен премии Seiyu Awards в номинации «за лучшую мужскую роль второго плана» за исполнение роли Миюки Сироганэ в сериале «Госпожа Кагуя: В любви как на войне». В этом же году Фурукава удостоился премии от журнала Newtype в номинации «Лучшему актёру» также за роль Миюки Сироганэ.

## Фильмография

### Аниме-сериалы
2012
- Dog Days — рыцарь, солдат
- Dusk Maiden of Amnesia — школьник
- Hidamari Sketch×Honeycomb — Ёсио
- Kokoro Connect — школьник
- Psycho-Pass — юноша

2013
- Gaist Crusher[англ.] — Сирен Кварцхарт
- Genshiken — кохай
- Gintama — школьник
- Golden Time — Банри Тада
- Kin-iro Mosaic — школьник
- Log Horizon — Томотиби
- My Youth Romantic Comedy Is Wrong, As I Expected — школьник
- To Aru Kagaku no Railgun S — Кэндзи Мадарамэ
- Wanna Be the Strongest in the World[англ.] — зритель
- White Album 2 — школьник
- «Воскресенье без Бога» — Менхим

2014
- Aldnoah.Zero — Сиго Какэй
- Atelier Escha & Logy: Alchemists of the Dusk Sky[англ.] — друг Логи
- Bladedance of Elementalers[англ.] — Камито Кадзэхая
- Dai-Shogun – Great Revolution[англ.] — брат Кирико
- Haikyu!! — Ютаро Киндаити
- If Her Flag Breaks[англ.] — школьник
- Kamigami no Asobi — школьник
- Laughing Under the Clouds[англ.] — полицейский
- Nobunaga the Fool — Жиль
- One Week Friends — одноклассник

2015
- Anti-Magic Academy: The 35th Test Platoon[англ.] — Рэйма Тэммёдзи
- Arslan Senki — солдат
- Charlotte — Сэнда
- Chivalry of a Failed Knight — школьник
- Comet Lucifer[англ.] — ученик
- Durarara!!×2 — Мицукури
- Gate — Синдзи Нисимото
- High School DxD — Диодора Астарот
- Is It Wrong to Try to Pick Up Girls in a Dungeon? — Миах
- Maria the Virgin Witch — юноша
- Mikagura School Suite[англ.] — Садамацу Минатогава
- Miss Monochrome[англ.] — диктор
- Mobile Suit Gundam: Iron-Blooded Orphans — Зак Лоу
- School-Live! — школьник
- Shimoseka — член отряда, школьник
- Shokugeki no Soma — Ёсиаки Никайдо, Такуми Исиватари
- Star-Myu[англ.] — ученик
- Tantei Opera Milky Holmes — Эндрю
- Wakaba Girl[англ.] — мальчик
- «Ванпанчмен» — Сайтама
- «Твоя апрельская ложь» — школьник
- «Семь смертных грехов» — Густав

2016
- «91 день» — Артуро Тронко
- Active Raid[англ.] — Бенн
- BBK/BRNK[англ.] — Игнат Босфорус
- Digimon Universe: App Monsters[англ.] — Юдзин Одзора
- Orange — Хирото Сува
- Please Tell Me! Galko-chan[англ.] — Бомуо
- Prince of Stride — член баскетбольного клуба
- PriPara[англ.] — Хам
- Taboo Tattoo[англ.] — Джастис Акацука
- The Disastrous Life of Saiki K. — диктор
- Touken Ranbu — Окурикара
- Trickster[англ.] — Хисаси Отомо

2017
- ACCA 13-Territory Inspection Department — Бисквит
- Altair: A Record of Battles[англ.] — Зехир Заганос-паша
- Anime-Gatari[англ.] — Масато Гомон
- Children of the Whales — Тоби
- Chiruran: Shinsengumi Requiem[исп.] — Тодо Хэйсукэ
- Detective Conan — Кэнго Акахоси, Юдзи Фудзиока
- Dies irae — детектив
- Fate/Apocrypha — Ахилл
- Knight’s & Magic — гном
- New Game! — чёрный муравей
- «One Piece. Большой куш» — Дзаппа
- Roku de Nashi Majutsu Koushi to Akashic Records — Райнер Лейер
- Sakura Quest — Фудзивара
- The Idolmaster SideM[англ.] — Аслан Вельзевул II
- Tsuki ga Kirei — Ацуси Касай
- TsukiPro the Animation[яп.] — Соси Кагурадзака
- «Бейблэйд Бёрст» — Джошуа Бун

2018
- Banana Fish — Шортер Вон
- Cells at Work! — Риновирус
- Darling in the Franxx — Код 090
- Gurazeni[англ.] — Фуюки
- Hinomaru Sumo[англ.] — борец
- Sanrio Boys[англ.] — Сатоси Мацуо
- The Thousand Musketeers[англ.] — Махмут
- Yowamushi Pedal — Синъя Исэ
- «Моя геройская академия» — Сэйдзи Сисикура
- «О моём перерождении в слизь» — Бэнимару
- «Радиант» — Рей
- «Токийский гуль: re» — Синсампэй Аура

2019
- Cardfight!! Vanguard[англ.] — Райв Синдо
- Dr. Stone — Тайдзю Оки
- Kono Oto Tomare! Sounds of Life — Мититака Сакай
- No Guns Life[англ.] — Кольт
- Stars Align[англ.] — Такуто Мураками
- Zoids Wild Zero — Бирн Блад
- «Госпожа Кагуя: В любви как на войне» — Миюки Сироганэ
- «Истребитель демонов» — Гото
- «Корзинка фруктов» — Хацухару Сома
- «Сага о Винланде» — Ухо

2020
- Ahiru no Sora — Синго Катори
- By the Grace of the Gods — Табути
- Drifting Dragons — Фэй
- Idolish7 — Ринто Окадзаки
- Mewkledreamy[англ.] — Сёхэй Китада
- Moriarty the Patriot — Шерлок Холмс
- Mr Love: Queen’s Choice — Сё
- Natsunagu![англ.] — Сёдзи Маэдзоно
- Number 24 — Тайсэй Утинаси
- The Misfit of Demon King Academy — Лаос Канон Дзильфор
- Woodpecker Detective’s Office — Бокусуй Вакаяма
- Yu-Gi-Oh! Sevens — Рей
- «Бригада пылающего пламени» — Огун Монтгомери

2021
- 86: Eighty Six — Сёрэй Нодзэн
- Amaim Warrior at the Borderline[англ.] — Лю Фу
- Burning Kabaddi[англ.] — Кэй Иура
- Fucked by My Best Friend[англ.] — Руи Тихая
- Mars Red — Руфус Гленн
- Odd Taxi — Фуюки Ямамото
- Re-Main![англ.] — Такэкадзу Эдзири
- Show by Rock!! Stars!![англ.] — Рикао
- Skate-Leading Stars[англ.] — Хаято Сасугай
- Sonny Boy — Сэйдзи Со
- The Slime Diaries — Бэнимару
- The Vampire Dies in No Time[англ.] — Рональд
- Uma Musume Pretty Derby[англ.] — доктор
- Visual Prison[англ.] — Гилтия Брион
- «Герой-рационал перестраивает королевство» — Людвин Аркс

2022
- Aoashi[англ.] — Эйта Такасуги
- Black Summoner[англ.] — Асгард Трайцен
- Fantasia Sango[англ.] — Дин Янь (Тэйкэн)
- Love All Play[англ.] — Коки Мацуда
- Mobile Suit Gundam: The Witch from Mercury[англ.] — Шаддик Дзенелли
- Ninjala[англ.] — Тайлер
- Play It Cool, Guys[англ.] — Мотохару Игараси
- Salaryman’s Club[англ.] — Наохиро Идзумо
- The Strongest Sage With the Weakest Crest — Лукас
- The Eminence in Shadow — похититель
- «Блич: Тысячелетняя кровавая война» — Асука Катакура

2023
- Stone Ocean — Рикиэль
- Technoroid[англ.] — Кайт
- The Tale of the Outcasts[англ.] — Холмс
- Zom 100: Bucket List of the Dead — Кэнъитиро Рюдзаки
- «Ложные выводы» — Масаюки Мурои